# Павел Морозенко
Павел Семьонович Морозенко (на украински: Павло Семенович Морозенко; на руски: Павел Семёнович Морозенко) (5 юли, 1939 – 14 юли, 1991) е съветски театрален и киноактьор, Заслужил артист на Украинската ССР (1973).

## Биография
Павел Морозенко е роден на 5 юли 1939 година в малък украински град Снежное.

Завършива обучение в Киевския театралния институт през 1960 г. и става актьор в киностудията "А. Довженко".

От 1960 до 1973 г. е актьор в Киевския академичен театър "И. Франко", от 1973 – 1975 г.е актьор в Николаевския театър "В. Чкалов", 1975 – 1978 г. е актьор в Ростовския театър "М. Горки", 1978 – 1982 г. е актьор в Киевския театьр за драма и комедия, 1982 – 1991 г. е актьор в Московския академичен театър "В. Маяковски".

През 1973 г. актьорът получава почетното звание „Заслужил артист на Украинската ССР“.

Павел Морозенко изиграва над тридесет роли в киното, като най-известен е преди всичко за ролита на Алексей Зирянов от филма „Женя, Женечка и „Катюша“, както и други роли във филми като „Разследването водят Знаещите (ЗнаТоКи)“, „Роман и Франческа“.

Озвучава съветски и чуждестранни филми. От най-известните работи в озвучаването е ролята на актьорът Гойко Митич в немския филм „Кръвни братя“. В българския филм „Хан Аспарух“ Морозенко озвучава на руски език актьорът Стойко Пеев.

Павел Морозенко загива трагично през 14 юли 1991 г. в района на Ростовска област при удавяне.

## Филмография
- 1960 „Роман и Франческа / Роман и Франческа“ – Роман
- 1961 „Момичешки години / Годы девичьи“ – Алексей
- 1962 „Законът на Антарктида / Закон Антарктиды“ – Николай Шворкин
- 1962 „Сватбата на Свичка / Свадьба Свички“ – Козека
- 1963 „Знакомьтесь, Балуев!“
- 1965 „Над нас е Южният кръст / Над нами Южный крест“ – Федор Бойко
- 1966 „Защо са усмихнати звездите / Почему улыбались звёзды“ – Юрий
- 1967 „Женя, Женечка и „Катюша“ / Женя, Женечка и „Катюша“ – Алексей Зирянов
- 1967 „Десета стъпка / Десятый шаг“ – Осип Дзюба
- 1968 „Рано в неделя събира билки / В воскресенье рано зелье собирала“
- 1968 „Чужд дом / Чужой дом“ – Федор
- 1968 „Любов и долари / Любовь и доллары“
- 1970 „Неочаквана любов / Нечаянная любовь“ – Алексей Концевой
- 1981 „Последна игра / Последний гейм“ – шеф на банда
- 1982 „Нежност към ревящия звяр / Нежность к ревущему зверю“ – Савелий Добротворски
- 1983 „Цена на връщането / Цена возврата“ – Сергей
- 1985 „Такава странна вечер в тесен семеен кръг / Такой странный вечер в узком семейном кругу“
- 1988 „И светлината свети в тъмнината / И свет во тьме светит“ – Яков
- 1988 „Разследването водят знаещите / Следствие ведут ЗнаТоКи“
- 1989 „Жените, които са късметлии / Женщины, которым повезло“ – Едуард Кътепов
- 1990 „Десет години без право на кореспонденция / Десять лет без права переписки / Zehn Jahre ohne das Recht der Korrespondenz“ (СССР, ФРГ) – баща на Михаил
- 1990 „Утре беше война / Завтра была война“
- 1990 „Войната в западна посока / Война на западном направлении“ – Константин Ракутин